# 娑固 (昭信王)
娑固（?—?），又作李娑固、婆固，唐代奚族部落联盟的首领。
唐玄宗天宝初年，奚族归附唐朝。天宝四年（745年）三月，奚族首领、饶乐都督李延宠娶唐朝宜芳公主和亲，九月杀宜芳公主杨氏（唐中宗的外孙女，长宁公主之女）反唐。天宝五年（746年）四月被唐玄宗任以饶乐都督府都督、封昭信王，奉命统领所辖余部。